# Distretto di Obas
Il distretto di Obas è uno degli otto distretti della provincia di Yarowilca, in Perù. Si trova nella regione di Huánuco e si estende su una superficie di 123,16 chilometri quadrati.